# 潘世奇媒体公司
34°02′51″N 118°26′55″W / 34.04748°N 118.4484891°W
潘世奇媒體公司（英語： / 縮寫：）是美國一家大眾媒體、出版及資訊服務公司，其總部分別位於加利福尼亞州的洛杉磯和紐約州的紐約市。由其出版的數字媒體和平面媒體品牌包括《綜藝》、《滾石》、《女裝日報》、好萊塢截止日、《公告牌》、《好萊塢報道》、少年天才報告、羅博報告、《藝術論壇》、《藝術新聞》等。而自該公司創立以來，其董事長兼首席執行官便一直是傑·潘世奇。
除媒體出版物之外，潘世奇媒體公司還擁有“美麗生活音樂與藝術節”的主辦權，同時還擁有“西南偏南”的50%股份。並且它還是迪克·克拉克製作公司的所有者，而該公司是金球獎、全美音樂獎、美國網絡視頻大獎、鄉村音樂學院獎、公告牌音樂獎等典禮的製作方。

## 發展歷史

### 成立初期
潘世奇媒體公司由傑·潘世奇於2003年創建。公司最初名為“速率服務公司（Velocity Services, Inc.）”，是一家致力於親和營銷和互聯網服務的公司。速率服務公司在收購了域名“Mail.com”之後便將公司名改為“郵件網媒體公司（Mail.com Media Corporation）”；截至2008年，郵件網媒體公司除了運營門戶網站兼電子郵件服務提供商Mail.com外還擁有其他多家數字娛樂資產，例如：OnCars.com、好萊塢生活、電影線、郵件時代（MailTimes）等。而在2008年中期，郵件網媒體公司從一家大型私人股權投資基金處獲得了一筆價值3,500萬美元的成長股權投資。
2009年初，郵件網媒體公司宣佈收購了好萊塢截止日日報網站（後改名為Deadline.com），該網站原本由《洛城周刊》雜誌社運營。
2010年2月，郵件網媒體公司再次公佈他們已經與印度主要電視網之一的Zee TV敲定成立一家合資公司。該公司負責經營一個新的門戶網站India.com及其他七個門戶網站；India.com旨在與印度時報網、雅虎及雷迪夫網等門戶網站在印度展開競爭。同年4月，郵件網媒體公司收購了由喬納森·蓋勒（Jonathan Geller）所創建的關注科技與新奇小物的博客少年天才報告，但收購金額未公開。之後郵件網媒體公司少年天才報告的域名轉移到BGR.com上，並將其報道的技術範圍進行了擴大；而喬納森·蓋勒出售該博客後依舊擔任其主編。
2010年9月，郵件網媒體公司和德國的互聯網企業聯合互聯網集團達成一項交易，他們將Mail.com的門戶網站服務及電子郵件服務出售給聯合互聯網集團。此後，郵件網媒體公司雖然還是Mail.com的主要內容提供者，但電子郵件服務則由聯合互聯網集團及其GMX電子郵件平台負責運營。

### 極速擴張
2012年，郵件網媒體公司更名為現用名——“潘世奇媒體公司”。同年10月，潘世奇媒體公司宣佈以2,500萬美元的價格從里德·愛思唯爾出版集團手中收購了綜藝公司（Variety Inc.），這筆交易涉及《綜藝》、《每日綜藝》、綜藝網（Variety.com）及所有相關資產。隨後，潘世奇媒體公司獲得了對沖基金第三點的財務支持。潘世奇媒體公司對綜藝公司的早期業務調整計劃包括取消旗下網站的付費牆、停止出版實體版《每日綜藝》及加大對其所有數字平台綜藝網的投入。最終綜藝網的付費墻於2013年3月1日取消，而《每日綜藝》也在出版80年後於同年3月19日發行了最後一期印刷版。並且經過重新設計的《綜藝》也在2013年3月26日出版。
2014年年底，潘世奇媒體公司以不到1億美元的價格從康泰納仕處收購了仙童時尚媒體。根據交易條款，潘世奇媒體公司獲得了仙童時尚媒體的全部印刷媒體和數字媒體的所有權，這包括《女裝日報》、《足裝新聞》、《美容公司（Beauty Inc.）》等。康泰納仕當初是以超過6.5億美元的價格從華特迪士尼公司手中購得這些資產；而在出售給潘世奇媒體公司後，康泰納仕依舊保留了仙童時尚媒體原有的風格網和《W》兩筆資產。
2015年6月，潘世奇媒體公司與Shutterstock建立合作夥伴關係，後者獲得了潘世奇媒體旗下所有時尚與娛樂存檔圖像的獨家授權。次月，潘世奇媒體公司又收購了黃金德比（Gold Derby），這是一個通過用戶及專業預測來分析全球頒獎典禮與活動結果的數據平台和網站。2016年1月，潘世奇媒體從枯木影業公司（SnagFilms, Inc.）中收購了專門報道獨立電影及電視劇的平台網站獨立一線，收購金額未公開。電視指南公司的主編邁克爾·施耐德（Michael Schneider）在潘世奇媒體完成對獨立一線的收購後不久便加入獨立一線網站並擔任執行編輯一職，此時獨立一線網站的編輯團隊包括社評編輯安妮·湯普森（Anne Thompson）、埃裡克·科恩（Eric Kohn）及編輯達納·哈里斯（Dana Harris）等。

### 穩步前進
2017年1月，潘世奇媒體公司與丹·吉伯特的私人股權投資基金石橋基金（Rockbridge）成立了一家合資公司來負責羅博報告的運營。同年12月，潘世奇媒體從溫納媒體（Wenner Media）手裡收購了《滾石》的大部分股權。次年，它又投資了蜂鳴角音樂而進一步深入音樂領域。在2017年到2018年期間，潘世奇媒體的其他收購資產還包括她媒體、溯源期刊（Sourcing Journal）及擁有《美國藝術》和《藝術新聞》的藝術媒體控股（Art Media Holdings）。
2020年9月23日，潘世奇媒體宣佈與媒體權資本公司組建合資公司潘世奇媒體權資本公司以負責運營原屬媒體權資本媒體與資訊公司的出版物，這其中就包括屬於潘世奇媒體旗下雜誌《綜藝》的主要競爭對手《好萊塢報道》和《滾石》。同時媒體權資本公司還將組建第二家合資公司用來出版與潘世奇媒體權資本公司所運營出版物相關的內容。2021年，潘世奇媒體購入西南偏南50%的股權並出售了好萊塢生活；好萊塢生活是一家由前《美國周刊》、《嘉人》、《{{Link-en|魅力 (雜誌)|Glamour (magazine)|魅力》編輯邦尼·富勒創建和運營並主要面向18歲至35歲女性的有關娛樂、名流及時尚資訊的新聞網站，其每月的訪問量為3,500萬。
2022年，潘世奇媒體收購了位於拉斯維加斯的美麗人生音樂與藝術節的多數股權，並將該音樂節歸於《滾石》雜誌社名下。同年，潘世奇媒體又收購了當代藝術類雜誌《藝術論壇》和《圖書論壇》，但它隨後在當年12月21日停止出版《圖書論壇》。也在同年，潘世奇媒體還在洛杉磯推出了音樂節。

## 外部連接
- 官方网站